# Baldat
Baldat es un barrio rural  del municipio filipino de tercera categoría de Culión perteneciente a la provincia  de Paragua en Mimaro,  Región IV-B.

## Geografía
El municipio de Culión, 270 km al norte de Puerto Princesa, se extiende por  la totalidad de  isla de Culión y otras adyacentes, entre las de Busuanga al norte, Linapacán al sur y Corón a levante.
Todas forman parte del  de las islas Calamianes  en el norte de la provincia de Paragua, en el Estrecho de Mindoro, lengua de mar que comunica el mar de la China Meridional y el Mar de Joló.
El barrio de ' Baldat', en la isla de Culión, comprende en la Bahía de Kalalalingday las islas de Pachiri y de Laput, así como el islote de Alao.
Su término linda al norte con el barrio Jardín y con la mencionada bahía; al sur con el barrio de Malaking Patag; al este con el barrio de Luac; y al oeste con el de Osmeña.

### Demografía
El barrio  de Baldat  contaba  en mayo de 2010 con una población de 735 habitantes.
Forman parte de este barrio los sitios de Patongpong, de Palumpung, de Dinaydayán, de  Nuglayán, de Negatuive y de Carigmalan, situados todos en la isla de Culión.

## Historia
La isla de Culión formaba parte de la provincia española de  Calamianes, una de las de las 35 provincias de la división política del archipiélago Filipino, en la parte llamada de Visayas. Pertenecía a la audiencia territorial  y Capitanía General de Filipinas, y en lo espiritual a la diócesis de Cebú.